# Fifilina József
Fifilina József (Keszthely, 1926. augusztus 10. – Budapest, 1983. november 1.) magyar rendező-operatőr.

## Életpályája
Keszthelyen érettségizett. 1949-ben fényképész lett. 1950-1954 között a Színház- és Filmművészeti Főiskola hallgatója volt. Kezdetben a Magyar Híradó operatőre volt.
Munkatársai voltak többek közt Bokor László, Csőke József, Fehéri Tamás, Palásthy György, Rényi Tamás, Herczenik Miklós és Tóth János.

## Filmjei
(válogatás)
- Ugyanaz férfiban (1954)
- Utolsó felvonás (1959)
- Finnországban jártunk (1960)
- Sayonara Tokió (1964)
- Tíz aranyérem (1965)
- Viktoria 1945 (1965)
- Szibériában, Grúziában (1966)
- Halló, itt Mexikó! (1967)
- Olimpia azték földön (1968)
- Siqueiros (1968)
- Indiában, Iránban (1969)
- Hajrá, Magyarok! (1970)
- Afrikai utazás (1970)
- München 72 (1972)
- Labda, labda (1973)
- Szembesítés (1974)
- Filmjegyzetek Battonyáról (1978)
- Protokoll szerint (1979)
- Macskaköröm (1981)
- Előhívás (1982)
- Nürnberg 1946 (1982)

## Díjai
- Miskolci Filmfesztivál operatőri díj (1983)
- Film- és Televízió-kritikusok díja (posztumusz, 1984)